# Light as a Feather (série télévisée)
Light as a Feather est une série télévisée américaine en 26 épisodes d'environ 23 minutes créée par R. Lee Fleming, Jr. et diffusée entre le 12 octobre 2018 et le 4 octobre 2019 sur le service de télévision à la demande Hulu.
En France, la série est diffusée à partir du 9 mai 2019 sur Elle Girl. Elle reste inédite dans les autres pays francophones.

## Synopsis
Cinq adolescentes décident de jouer à Light as a Feather, Stiff as a Board durant une soirée d'Halloween dans un cimetière sans se douter des forces qu'elles allaient réveiller car l'une après l'autre, elles commencent à mourir de la même manière que le jeu leur avait prédit. Une drôle de coïncidence qui pousse les survivantes à se demander si l'une des leurs ne serait pas en train de décimer tout le groupe. Et si ce n'était pas l'une d'entre elles ? Qui pourrait réclamer leur mort ?

## Distribution

### Acteurs principaux
- Liana Liberato (VF : Corinne Kempa) : McKenna Brady / Jenny Brady
- Haley Ramm (VF : Amandine Vincent) : Violet Simmons
- Brianne Tju (VF : Maud Arrault) : Alex Portnoy
- Jordan Rodrigues : Trey Emory
- Dylan Sprayberry (VF : Jonathan Burteaux) : Henry Richmond (absence saison 2A)
- Brent Rivera : Issac Salcedo (depuis la saison 1)
- Kira Kosarin : Nadia Abrams (saison 2)
- Adriyan Rae : Peri Bourdreaux (depuis la saison 2)
- Katelyn Nacon : Sammi Karras (saison 2)

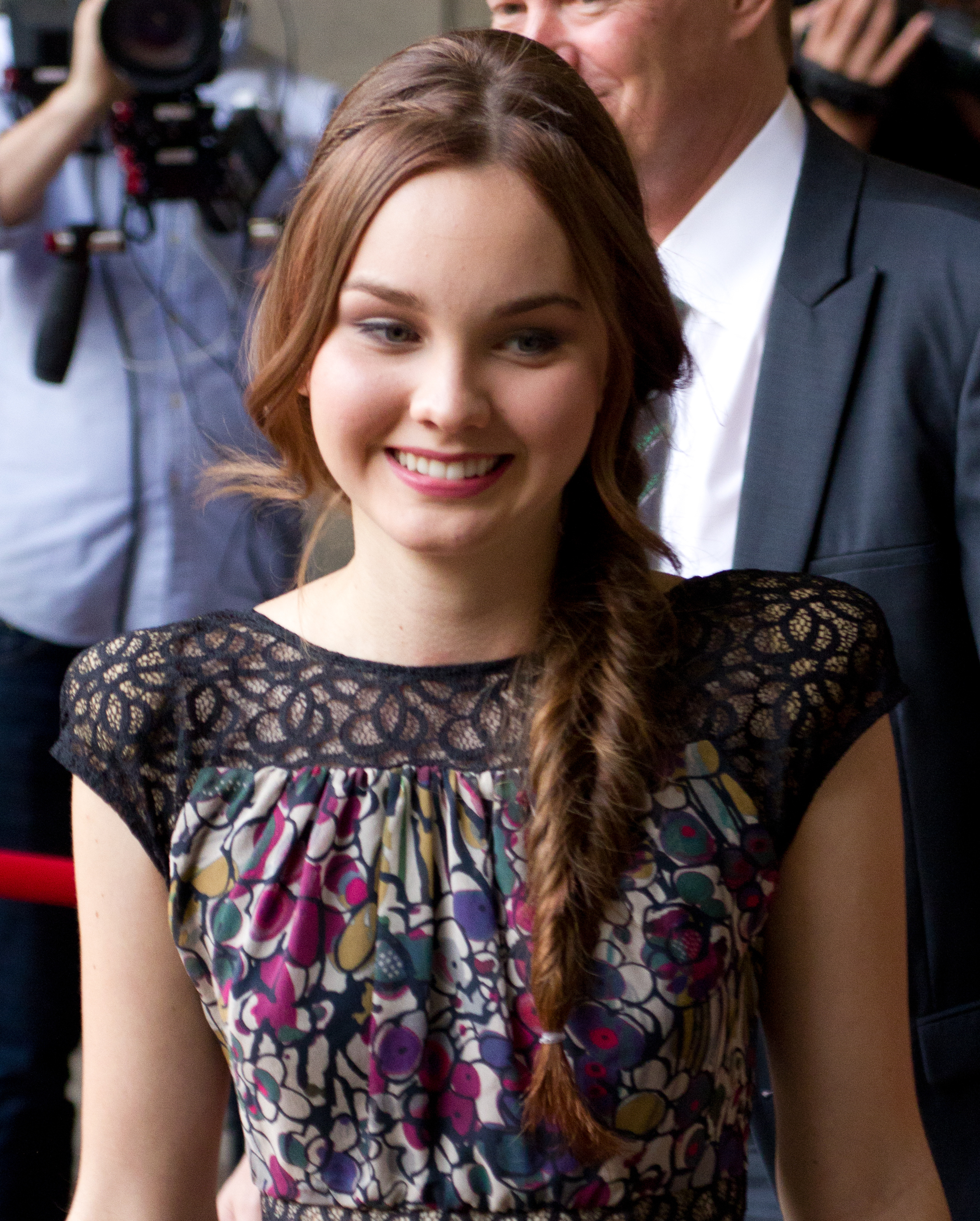
Liana Liberato interprète McKenna.
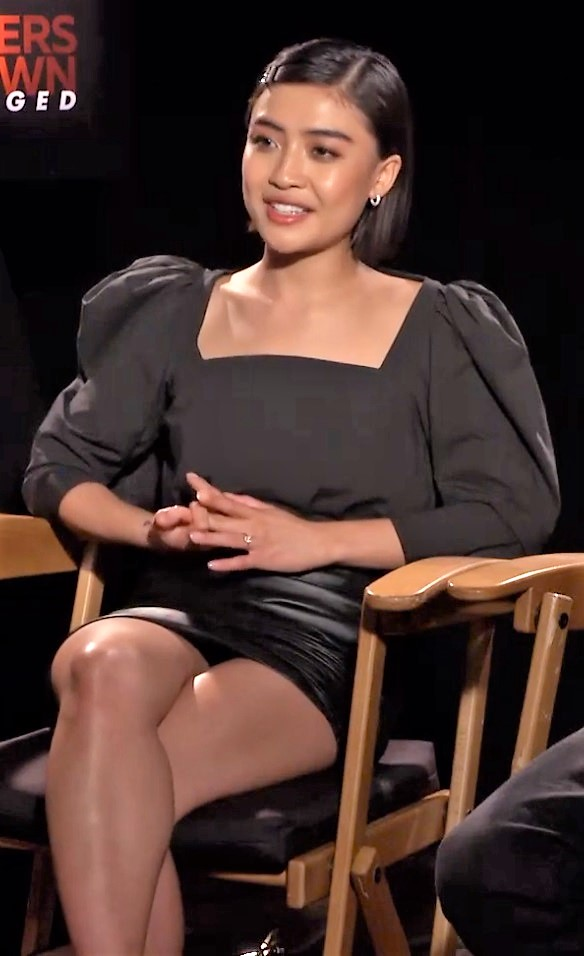
Brianne Tju interprète Alex Portnoy.
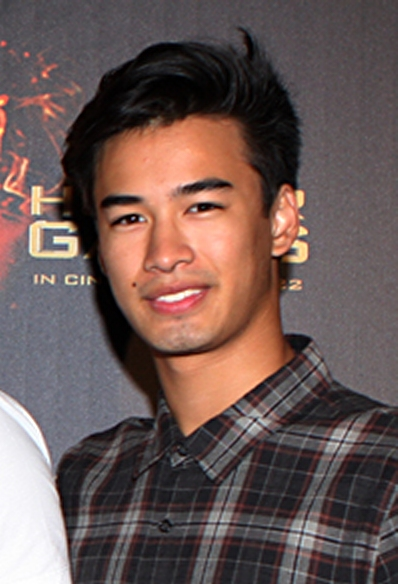
Jordan Rodrigues interprète Trey.
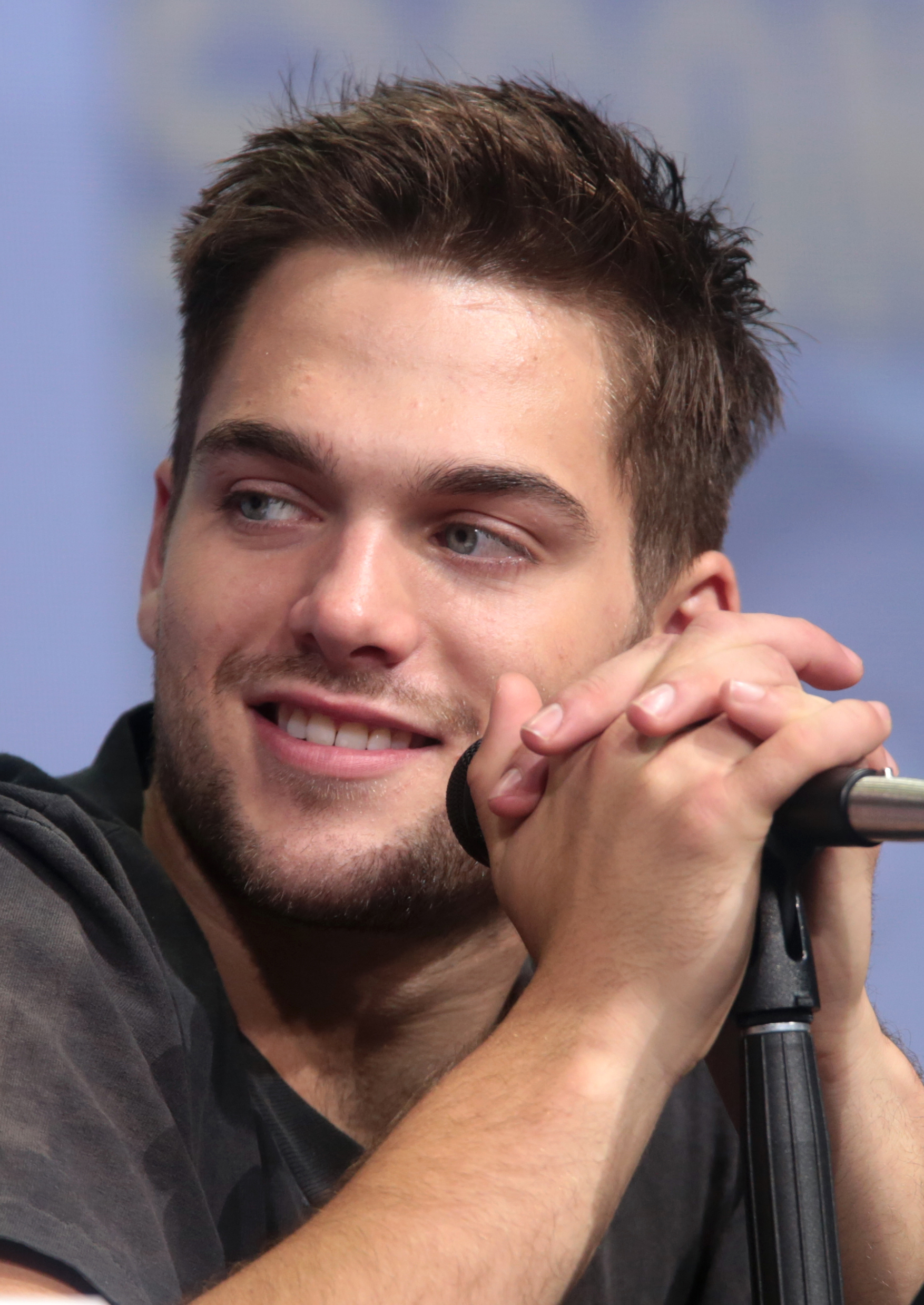
Dylan Sprayberry interprète Henry.
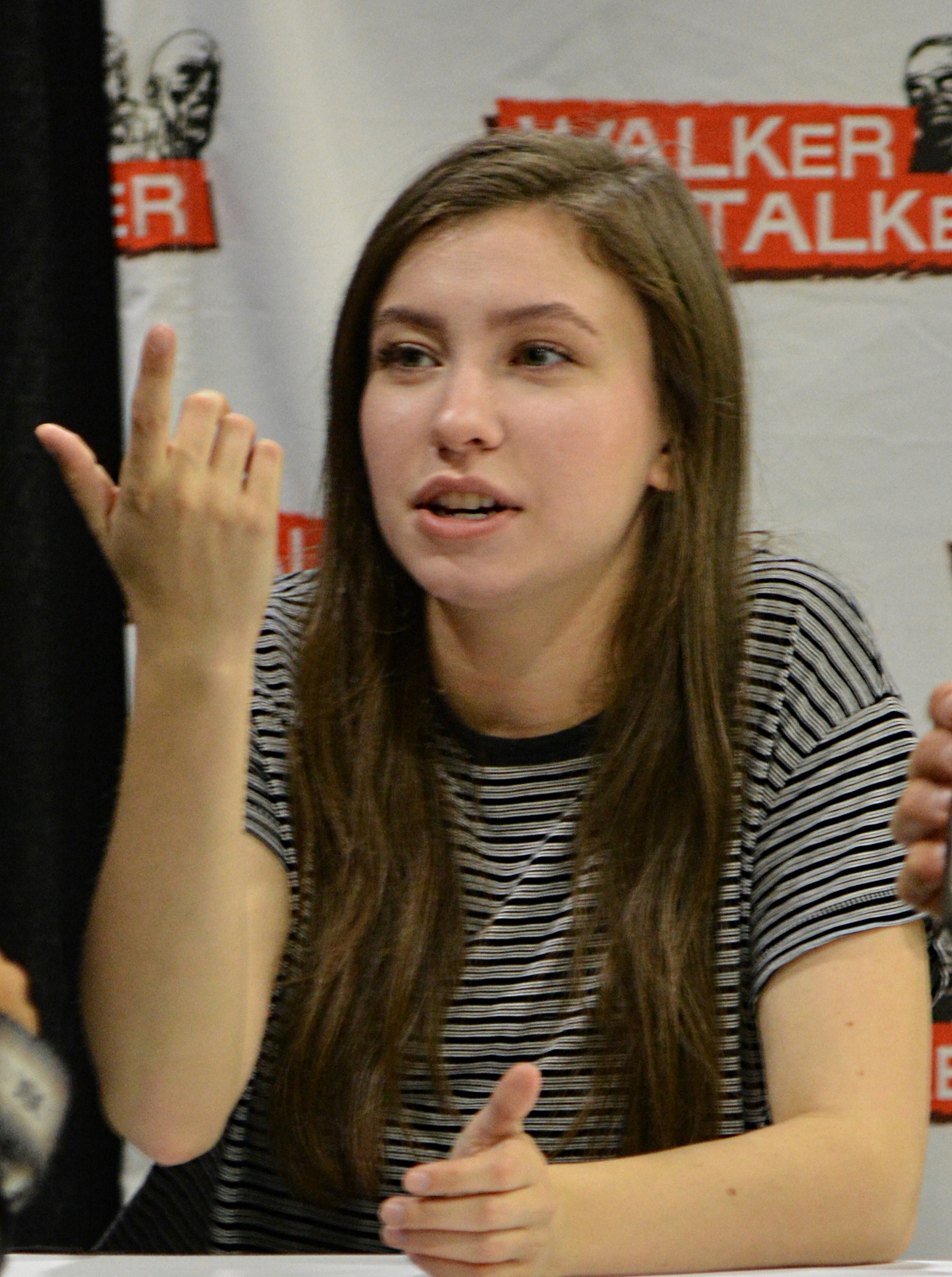
Katelyn Nacon interprète Sammi.

### Anciens acteurs principaux
- Ajiona Alexus (VF : Caroline Roussel) : Candace Preston (saison 1, invitée saison 2)
- Peyton Roi List (VF : Claire Tefnin) : Olivia Richmond (Saison 1, invitée saison 2)

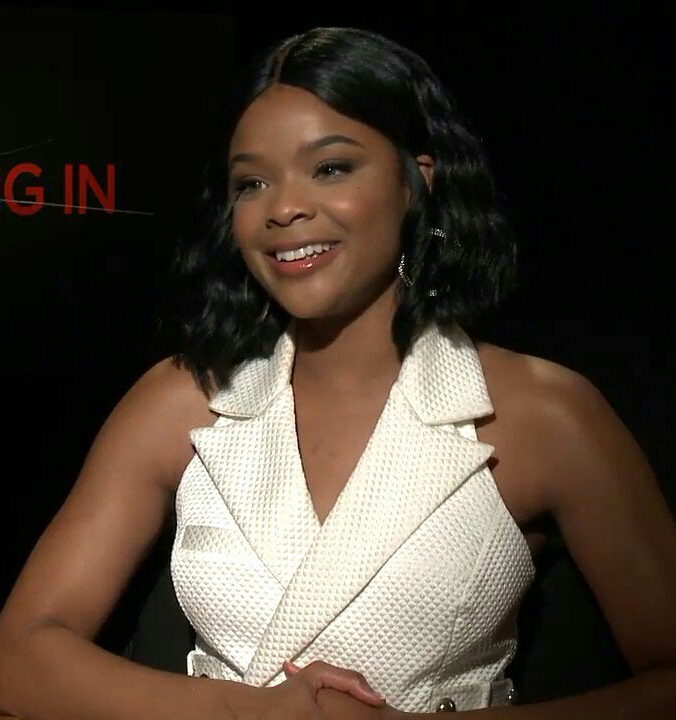
Ajiona Alexus interprète Candace.
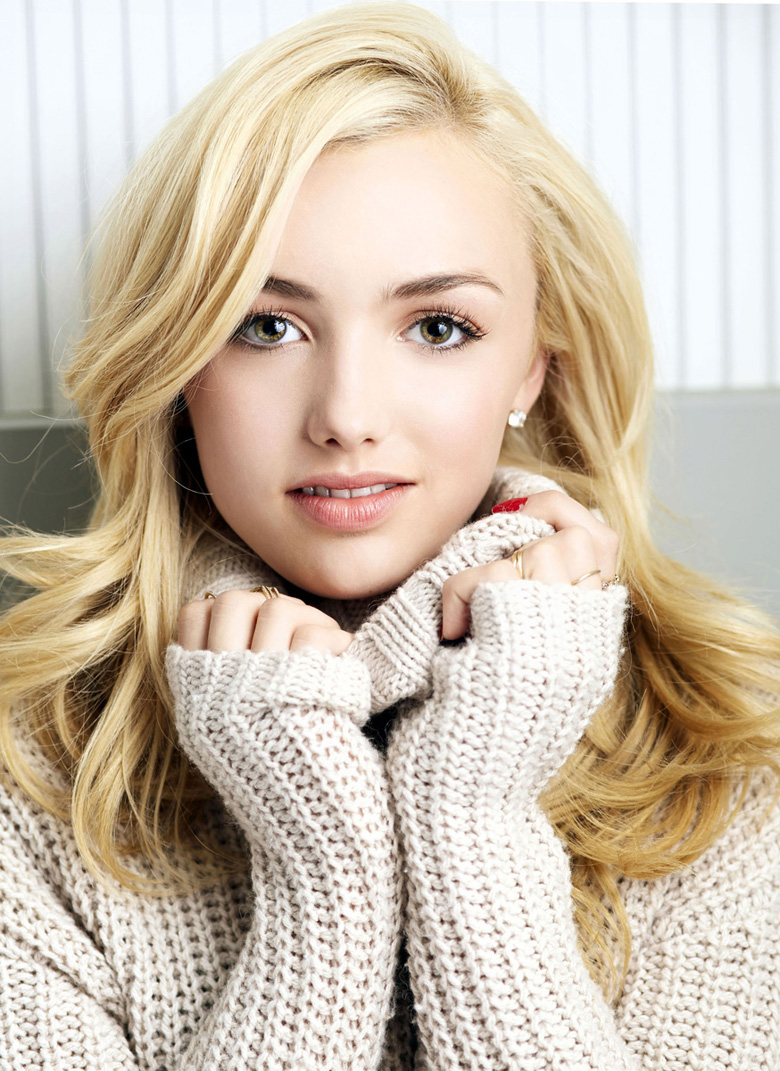
Peyton Roi List interprète Olivia.

### Acteurs récurrents
- Dorian Brown Pham (VF : Julie Basecqz) (saison 1) puis Robyn Lively : Deb Brady
- Chachi Gonzales (en) : Noreen Listerman (saison 1)
- Shelley Robertson : Gloria Preston (saison 1)
- Amaris Davidson : Coach Faholtz
- Robert Rusler (en) : Mr Morris
- Nancy Linehan Charles : Judith (saison 1)
- Timi Prulhiere : Mrs Regan (depuis la saison 1)
- Andrew Tinpo Lee : Nick Portnoy
- Harley Graham : Lena Regan (depuis la saison 1)
- Alex Wassabi : Luke Chiba (depuis saison 2)
- Alisa Allapach : April Portnoy (depuis saison 2)
- Froy Gutierrez : Ridge Reyes (saison 2)

### Invités
- Julia Rose (de) : Mrs Richmond
- Timothy Davis-Reed (en) : Policier

## Développement

### Production
Le service de télévision à la demande Hulu a commandé dix épisodes le 8 octobre 2017. La série a été créée par R. Lee Fleming, Jr. d'après le livre Light as a Feather and Stiff as Board de Zoe Aarsen.
Le 5 février 2019, la série a été renouvelée pour une saison 2 de seize épisodes.

### Casting
Le 4 juin 2018, Liana Liberato, Haley Ramm, Ajiona Alexus, Brianne Tju, Peyton Roi List, Dylan Sprayberry, Jordan Rodrigues, Brent Rivera et Dorian Brown Pham ont été annoncés dans les rôles principaux.
Pour la deuxième saison, la production ajoute Katelyn Nacon (The Walking Dead), Froy Gutierrez (Teen Wolf), Adriyan Rae (Atlanta), Alisa Allapach (The 15:17 to Paris), Kira Kosarin (The Thundermans), Alex Wassabi (Wassabi), Robyn Lively (Teen Witch) et Alan & Alex Stokes (Brobot). Les retours de Liana Liberato, Brianne Tju, Haley Ramm, Jordan Rodrigues, Brent Rivera et Dylan Sprayberry sont aussi confirmés.

### Tournage
Le tournage a eu lieu du 4 juin au 31 juillet 2018 à Los Angeles.

## Épisodes

### Première saison (2018)
Tous les épisodes ont été diffusés le 12 octobre 2018.
1. Raide comme la mort (…Stiff as a Board)
2. L'Anniversaire (…Pretty as a Picture)
3. La Gentille Fille (…Dead as a Doornail)
4. Sorcellerie ? (…Dark as the Night)
5. Le Piège (…Mad as a Hatter)
6. Une nouvelle piste (…Troubled as the Tide)
7. L'Océan bleu (…Right as Rain)
8. Le Carnet (…Cold as Ice)
9. Retour en arrière (…Innocent as a Lamb)
10. La Dernière Prédiction (…Slippery as an Eel)

### Deuxième saison (2019)

#### Première partie
La première partie a été diffusée le 26 juillet 2019 sur Hulu
1. La chrysalide (…Lost as Eden)
2. De nouveau libre (…Free as a Bird)
3. Le retour de Violet (…Sly as a Fox)
4. Un nouveau jeu (…Sick as a Dog)
5. La veille de Noël  (…Silent as the Night)
6. Pâle comme la mort (…Pale as Death)
7. Un coup de froid (…Guilty as Sin)
8. Possession (…White as a Ghost)

#### Deuxième partie
La deuxième partie a été diffusée en intégralité le 4 octobre 2019 sur Hulu et possède également huit épisodes.
1. Titre français inconnu (…Fresh as a Daisy)
2. Titre francais inconnu (…Trapped as a Rat)
3. Titre francais inconnu (…Clear as mud)
4. Titre francais inconnu (…Hungry like a wolf)
5. Titre francais inconnu (…Thick as Thieves)
6. Titre francais inconnu (…Mean as a Rattlesnake)
7. Titre francais inconnu (…Quiet as a Tomb)
8. Titre francais inconnu (…Brave as a Lion)